# Kościół św. Jana Pawła II w Poznaniu
Kościół św. Jana Pawła II w Poznaniu – rzymskokatolicki kościół parafialny, położony w Poznaniu, na Naramowicach, u zbiegu ulic Mołdawskiej i Skwierzyńskiej. 

## Historia

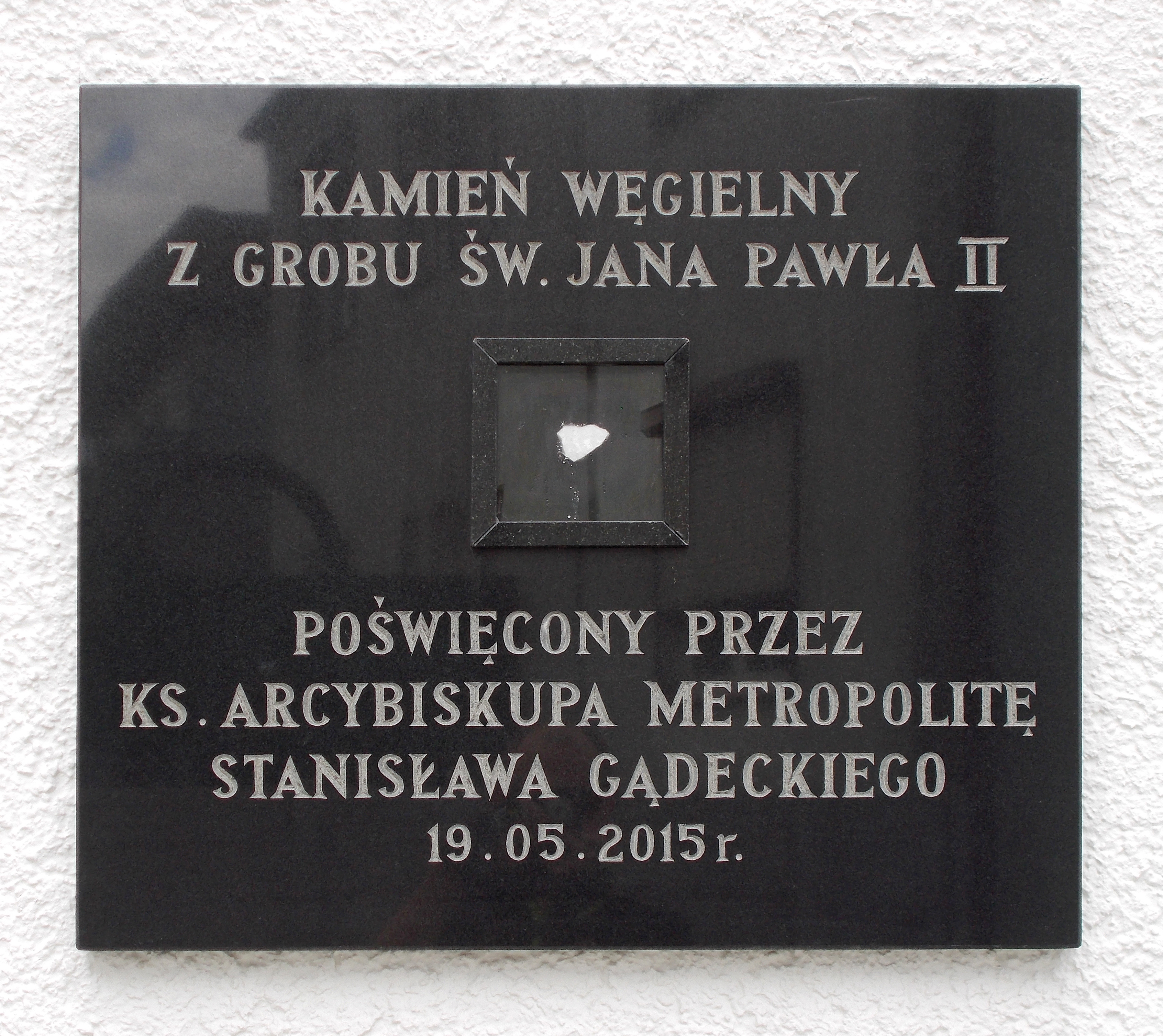
Kamień węgielny z grobu św. Jana Pawła II

Inicjatorem budowy nowego kościoła na Naramowicach był arcybiskup metropolita poznański Stanisław Gądecki. Budowę nowego kościoła realizował proboszcz naramowickiej parafii Matki Boskiej Częstochowskiej – Mieczysław Nowak. Pozwolenie na budowę kościoła zostało wydane w dniu 5 czerwca 2014 roku. Kamień węgielny, który pochodził z grobu św. Jana Pawła II w bazylice św. Piotra na Watykanie, pod budowę kościoła został wmurowany 19 maja 2015 roku przez abpa Stanisława Gądeckiego. Budowa kościoła trwała cztery lata. 10 czerwca 2018 roku kościół został konsekrowany oraz nastąpiło erygowanie parafii pw. św. Jana Pawła II w Poznaniu przez abpa Stanisława Gądeckiego.
Budowa kościoła częściowo była finansowana ze środków przyznanych przez komisję majątkową z odszkodowania za utracone ziemie, jakie zostało przyznane parafii pw. Matki Bożej Częstochowskiej w 2017 roku.

## Architektura
Autorem projektu kościoła jest architekt Maciej Organista. Budynek został wybudowany w formie jednej bryły, w której ulokowane są świątynia oraz dom parafialny. Powierzchnia całego kompleksu wynosi 1112 m². Wieża kościelna mierzy 29 m wysokości. Wnętrze świątyni jest jednonawowe, wyposażone jest w ołtarz główny oraz w dwa ołtarze boczne, w chór oraz antresole z organami.